# 萨加玛塔专区
薩加瑪塔專區（尼泊尔语：सगरमाथा अञ्चल，IAST：Sagarmāthā añcal）是尼泊爾十四個專區之一，屬東部發展區。面積10,591平方公里，2001年人口1,926,143人。首府拉傑比拉傑。
下分6縣。區名是珠穆朗瑪峰的尼泊爾語名稱。